# Місячний камінь (роман)
«Місячний камінь» (англ. The Moonstone) — роман англійського письменника Віллкі Коллінза. Перший детективний роман англійською мовою. 
Українською мовою «Місячний камінь» переклали Володимир Коробко та Леонід Суярко за виданням «The Moonstone. A romance by Wilkie Collins (copyright edition). In two volumes. Leipzig: Bernhard Tauchnitz, 1868». Перше видання перекладу здійснене у 1957 році.

## Видання в українському перекладі
- Уілкі Коллінз. Місячний камінь / пер. В. Коробка та Л. Суярка; худ. оформл. О. Губова — К. : Держлітвидав України, 1957 — 504 с. Накл. 65000 пр.;
- Уїлкі Коллінз. Місячний камінь / пер. В. Коробка та Л. Суярка; худож. А. Хмара — Уїлкі Коллінз. Твори в двох томах — Том 2 — К. : Дніпро, 1989 — 464 с. Накл. 400000 пр. ISBN 5-308-00473-0;
- Уїлкі Коллінз. Місячний камінь / пер. В. Коробка та Л. Суярка — К. : Дніпро, 1993 - 462 с.  (Серія «Фантастика Пригоди Детектив»). Накл. 100000 пр. ISBN 5-308-01553-8;
- Вілкі Коллінз. Місячний камінь / пер. В. Коробка та Л. Суярка — Харків : Фоліо, 2023 — 576 с. (серія «Світова класика»). ISBN 978-617-551-065-0

## Джерело
- Уїлкі Коллінз. Твори в двох томах. Том другий. К., — Дніпро, 1989, 464 с., 400 тис. екз., переклад з англ.: Коробко Володимир і Суярко Леонід. ISBN 5-308-00473-0 (Т. 2), ISBN 5-308-00474-9 (двотомника)